# 大野操一郎
大野 操一郎（おおの そういちろう、1901年（明治34年）2月25日 - 1995年（平成7年）4月23日）は、日本の剣道家。段位は範士九段。雅号は雲外。国士舘大学の初代剣道部長。

## 経歴
島根県玉造村（現在の松江市）で代々村医をしている家の次男として生まれた。父は福間寛平、母はフサ。後年、大野藤吉・エイの養子となり大野姓となった。幼い頃から体格に恵まれ、運動神経は抜群であった。県立松江中学校で教師の芦田長一（俳優・芦田伸介の父）に剣道の手解きをうけ、持ち前の高い運動能力で頭角をあらわし、2年生で主将の腕前があると芦田にその素質を賞賛されたという。
1922年（大正11年）、東京高等師範学校（現在の筑波大学）体操科（剣道専攻）に入学。高野佐三郎に師事して、さらに剣道の修業を重ねた。卒業後兵役を経る。
1927年（昭和2年）3月、熊本県立八代中学校に赴任。2年ほどして剣道の腕前を東京で鍛えたほうが良いというアドバイスを受けたこともあり、1929年（昭和4年）、巣鴨中学校の教諭となる。その勤務のかたわら、東京師範学校研究科（2年）に入学、1931年（昭和6年）に卒業。
1933年（昭和8年）、第7回明治神宮体育大会剣道競技一般30歳以上専門家優勝試合で準優勝。
1937年（昭和12年）、日中戦争に召集され歩兵第40連隊第11中隊第3小隊長として徐州作戦に参加。同年12月、黄河渡河戦を最前線で指揮し成功する。その後も進軍するが、1938年（昭和13年）4月23日、20mm機関砲に被弾し右下肢貫通銃創、脛骨粉砕の重傷を負い長期入院した。
1945年（昭和20年）8月、終戦と同時に巣鴨中学校を退職し、島根県に戻って県立産業高等学校で教鞭をとった。
1956年（昭和31年）、国士舘大学に招聘され、体育学部教授、剣道部長、特別客員教授を歴任。全日本剣道連盟相談役も務めた。
1991年（平成3年）、国士舘大学顧問（90歳）
1995年（平成7年）4月23日死去。享年94。戦争で被弾した日と同じ日に亡くなった。前年後半に倒れるまで道場に通い、剣道を愛し、文字通り国士舘大学剣道部の顔として生涯を捧げた。墓所は松江寺町の常教寺。

## 受賞
- 日本武道協議会武道功労者表彰（1989年度）
- 全日本剣道連盟剣道特別功労賞（1992年度）

## 家族・趣味
北海道小樽市出身で14歳違いの節子夫人と1936年（昭和11年）に結婚し、2男3女に恵まれた。5人を大学に進ませ、社会でそれぞれ専門の仕事に携わっていたことを誇りにしていた。孫は11人。夫人は若いころから地域のため、困っている人のために尽くすことを志し、奉仕活動に余念がなかった。国士舘大学に勤めるようになってからは、近所の東京都世田谷区梅ヶ丘に住み、犬をこよなく愛した。コッカスパニエル、ブルドック、ダックスフント、スピッツなどを飼い、コンテストで優勝したこともあるという。また、尺八（琴古流）や囲碁もたしなんだ。